# Desoria saltans
Desoria saltans is een springstaartensoort uit de familie van de Isotomidae. De wetenschappelijke naam van de soort is voor het eerst geldig gepubliceerd in 1841 door Nicolet.